# 于洋 (1983年)
于洋（1983年9月21日—），中國足球運動員，司職左後衛，曾效力於浙江綠城、四川金鷹、四海、四海流浪及愉園。由於行賄，被判囚十月。

## 行賄案
于洋涉嫌受一名內地贊助商指示，聯絡四海流浪外援基藍馬，要求對方協助操控2009年10月3日的一場香港甲組足球聯賽賽事的結果，但被基藍馬拒絕。2010年5月5日，被廉政公署拘捕並起訴。5月20日因向代理人提供利益罪被判囚十月。

## 終身停賽
在香港足球總會2009/2010年度紀律專責小組第二十一次會議中，足總判罰于洋終身停賽，終身不能參與香港足球總會舉辦之所有賽事及活動（包括職員及球員身份）。 